# 吉田カバン
吉田カバン（よしだカバン）は、日本の鞄メーカー「株式会社吉田（よしだ）」の通称。「吉」の正確な表記は「𠮷」（「土」の下に「口」、つちよし）である。自社ブランドであるPORTER（ポーター）をはじめとする製品を展開している。一貫した国内生産を標榜し、カジュアルやビジネスなど性別、年代を問わず様々な商品を発表している。近年ではアジア圏を中心に海外にも認知を広げ始めている。

## 沿革
1935年（昭和10年）に前身である「吉田鞄製作所」が創業者の吉田吉蔵によって設立され、1951年（昭和26年）、現在の「株式会社吉田」に改組し、東神田に本社を移転させた。
1962年（昭和37年）、自社ブランドである「PORTER」を立上げる。
1983年（昭和58年）に同ブランドにおける定番商品となる「TANKER」シリーズを発表。また、その翌年の1984年（昭和59年）には「LUGGAGE LABEL」ブランドを新たに立上げる。
1981年には、当時のチーフディレクターが日本人として初めて「NYデザイナーズ・コレクティブ」のメンバーに選出された。
創業80年以上の歴史がありながら、インラインアイテムにこだわらず、業界の垣根を越え、様々な分野の企業やブランドとコラボレーションしたアイテムを発表しており、その他にも藤原ヒロシプロデュースブランドの「HEAD PORTER」や、BEAMSとの協業ショップである「B印YOSHIDA」など、その展開は多岐にわたる。

## ブランド一覧
- PORTER - 同社の主力ブランド。名前の由来はホテルでの鞄の運搬係（ポーター）から来ている[3][4][5]。
- LUGGAGE LABEL（ラゲッジレーベル） - 1984年に誕生したブランド。こだわりを持つ高感度なユーザーをターゲットにし、製品としての完成度を高めたブランドとなっている[6]。
- YOSHIDA（ヨシダ） - 2004年に誕生したブランド。世界市場を視野に入れ、当初は海外の企業やブランドとのコラボレーションを念頭に商品開発がされていたが、2008年には国内の特定店舗にて自社単独企画の商品を発表するようになる[3][7]。
- PORTER GIRL（ポーター ガール） - 2009年に誕生した女性向けブランド。機能性を持ちながら女性らしさを意識したアイテムを取り扱っている[3]。
- POTR - 2022年11月にファーストラインをリリース。「ひとつのステッチが人と暮らしをつなぐ。世界が近くて多様性があふれる時代。様々な人たちのライフスタイルに寄り添いながら暮らしを豊かにする。」。[8]

### 過去に展開していたブランド一覧
- Porter dash

## 店舗展開
2019年5月現在、直営店・オンリーショップ・コンセプトショップの3形態で店舗展開を行っている。

### 直営店
- PORTER

国内3か所（表参道、丸の内、大阪）に3店舗が展開。

### オンリーショップ
- KURA CHIKA by PORTER（クラチカ バイ ポーター）

国内外に24店舗（2019年5月現在）が展開されており、うち海外店舗は香港・マカオ・台湾の3か所に計9店舗存在している。店名のKURA CHIKAは創業者・吉蔵の蔵（くら）とその妻である千香（ちか）の名前を合わせたもの。

### コンセプトショップ
- PORTER STAND（ポーター スタンド）

雑踏に面して展開されている店舗形態。「スタッフと客があらゆるコミュニケーションを図る場所」というコンセプトのもとに作られている。品川駅、東京駅、京都産寧坂の3か所に店舗が存在する。
- POTR（ピー オー ティー アール）

上記PORTER STANDに続いて誕生した店舗形態。名前はPORTERの略字であり、ファクトリーをイメージした内装を施しているのが特徴。
- PORTER SEOUL（ポーター ソウル）

韓国のソウル市内に展開されている海外店舗。

## PORTERブランド商品一覧（一部）

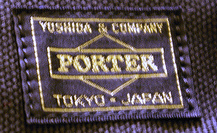
PORTERのロゴ

- ANGLE
- AROUND
- BLACK PATTERN
- BARON
- CAPSULE
- CASINO
- CLIP
- CORNER
- CORE
- CORD
- CREAM
- CUBE
- DEEP-BLUE
- DRIVE
- DUCK
- DRAWING
- DYKE
- EINS
- ELDER
- EXTREME
- FIELD
- FREE STYLE
- GREEN EYE
- HEAT
- LEASH
- LOVE&PORTER
- METRO
- MILE
- NETWORK
- PAINT
- RIGBY
- SMOKY
- SOAK
- TAG
- TANKER
- TENSION
- TRIP
- TRUNK
- UNION

## LUGGAGE LABEL ブランド商品一覧（一部）
- LINER
- NEW LINER
- TREK
- PROOF
- ZONE

## テレビ番組
- 日経スペシャル カンブリア宮殿 値下げも大量生産もしない！国産にこだわる下町の大人気カバンメーカー（2012年7月12日、テレビ東京）[13]

## 書籍

### 関連書籍
- 『吉田カバン完全読本』（編者:小林豊孝）（2005年9月10日、枻出版社）ISBN 9784777903658
- 『なぜ「高くても売れる」のか 平田牧場・吉田カバンのプレミアム仕事術』（著者:小高井尚之）（2011年3月18日、文藝春秋）ISBN 9784163738703
- 『吉田基準 価値を高め続ける吉田カバンの仕事術』（著者:吉田輝幸）（2015年10月1日、日本実業出版社）ISBN 9784534053220
- 『別冊カドカワ 総力特集 吉田カバン 80th Anniversary Established in 1935』（著者:KADOKAWA）（2016年3月1日、KADOKAWA）ISBN 9784047319479
- 『吉田カバン完全BOOK ―PORTER COMPLETE BOOK― BIGMANスペシャル』（著者:世界文化社）（2020年11月16日、世界文化社）ISBN 9784418201419

## リンク
- YOSHIDA & CO., LTD.
- MIO'S EEYAN （2016年2月4日時点のアーカイブ）
- 吉田社長インタビュー（イノベーティブ・ワン）
- 吉田かばんFAN - ウェイバックマシン（2005年7月7日アーカイブ分）